# Rayagada (Distrikt)
Der Distrikt Rayagada (Oriya ରାୟଗଡ଼ା ଜିଲ୍ଲା Rāẏagaṛā Jillā) ist ein Distrikt im ostindischen Bundesstaat Odisha.
Der Distrikt liegt im Bergland der Ostghats im äußersten Südwesten von Odisha.
Verwaltungssitz ist die namensgebende Stadt Rayagada. Die Fläche beträgt 7073 km².
Die Bevölkerungsdichte liegt bei 137 Einwohner/km².
Der Distrikt Rayagada entstand am 2. Oktober 1992, als er vom damaligen Distrikt Koraput abgetrennt wurde.

## Bevölkerung
Im Distrikt lebten im Jahr 2011 967.911 Einwohner. Das Geschlechterverhältnis betrug 1051 Frauen auf 1000 Männer. Die Alphabetisierungsrate lag bei 49,76 % (61,04 % bei Männern, 39,19 % bei Frauen).
Der überwiegende Teil der Bevölkerung ist hinduistisch (90,34 %), 8,77 % sind Christen.

## Verwaltungsgliederung
Der Distrikt besteht aus den beiden Sub-Divisionen Gunupur und Rayagada.
Zur Dezentralisierung der Verwaltung ist der Distrikt in 11 Blöcke unterteilt:
- Bisam Cuttack
- Chandrapur
- Gudari
- Gunupur
- Kalyansinghpur
- Kashipur
- Kolnara
- Muniguda
- Padmapur
- Ramanaguda
- Rayagada

Des Weiteren gibt es 11 Tahasils:
- Bisam Cuttack
- Chandrapur
- Gudari
- Gunupur
- Kalyansinghpur
- Kashipur
- Kolnara
- Muniguda
- Padmapur
- Ramanaguda
- Rayagada

Im Distrikt befinden sich folgende ULBs: die Municipality Rayagada sowie die beiden Notified Area Councils (NAC) Gudari und Gunupur.
Außerdem sind 171 Gram Panchayats im Distrikt vorhanden.